# São Gonçalo dos Campos (kommun)
São Gonçalo dos Campos är en kommun i Brasilien.   Den ligger i delstaten Bahia, i den östra delen av landet, 1 000 km öster om huvudstaden Brasília. Antalet invånare är 33 289.
Följande samhällen finns i São Gonçalo dos Campos:
- São Gonçalo dos Campos

Omgivningarna runt São Gonçalo dos Campos är huvudsakligen savann. Runt São Gonçalo dos Campos är det ganska tätbefolkat, med 100 invånare per kvadratkilometer.